# Authe
Authe é uma comuna francesa na região administrativa de Grande Leste, no departamento Ardenas. Estende-se por uma área de 9,22 km². Em 2010 a comuna tinha 94 habitantes (densidade: 10,2 hab./km²).